# Módulo semisimple
En matemáticas, concretamente en álgebra abstracta y teoría de módulos, un módulo semisimple o módulo completamente reducible es un tipo de módulo que se expresa como suma directa de submódulos simples. Los anillos que son módulos semisimples sobre sí mismos se llaman anillos semisimples, y su estructura queda determinada por el Teorema de Artin-Wedderburn, que los caracteriza como isomorfos a un producto directo de anillos de matrices sobre anillos de división.

## Definición
Un módulo sobre un anillo (no necesariamente conmutativo) se dice semisimple (o completamente reducible) cuando es una suma directa de submódulos simples.

### Caracterización
Para un módulo cualquiera {\displaystyle M}, equivalen:
1. {\displaystyle M} es semisimple, suma directa de módulos simples.
2. {\displaystyle M} es la suma directa de sus submódulos simples.
3. Cada submódulo de {\displaystyle M} es un sumando directo; es decir, para cada submódulo {\displaystyle N} de {\displaystyle M}, existe un complemento {\displaystyle P} tal que {\displaystyle M=N\oplus P}.

## Propiedades
- Si {\displaystyle M} es semisimple y {\displaystyle N} es un submódulo, entonces {\displaystyle N} y {\displaystyle M/N} son también semisimples.
- Si cada {\displaystyle M_{i}} es un módulo semisimple, también lo es {\displaystyle \bigoplus _{i}M_{i}}.
- Un módulo {\displaystyle M} es finitamente generado y semisimple si y sólo si es artiniano y su radical es cero.